# Der eiserne Gustav (Film)
Der eiserne Gustav ist eine Filmkomödie bzw. ein Filmdrama des Regisseurs und Drehbuchautors George Hurdalek aus dem Jahr 1958. In der Hauptrolle verkörpert Heinz Rühmann den alternden Droschkenkutscher Gustav Hartmann.
Die literarische Vorlage des Films ist der 1938 erschienene Roman Der eiserne Gustav von Hans Fallada, in dem die Hauptfigur den Namen „Gustav Hackendahl“ trägt. Der Roman wiederum beruht auf einer wahren Begebenheit. Im Jahre 1928 hatte Gustav Hartmann tatsächlich eine Droschkenfahrt von Berlin nach Paris und zurück unternommen.

## Handlung
Berlin, zur Zeit der Weltwirtschaftskrise 1928: Gustav Hartmann, einst Fuhrunternehmer, kann als Droschkenkutscher seine Familie nicht mehr ernähren. Automobile Taxen werden von den Kunden bevorzugt. Vor seiner Frau Marie verheimlicht er diese Situation, indem er sich vom Gastwirt Fietzke Geld leiht. Als Sicherheit verpfändet er das Grundstück mit dem Wohnhaus darauf. Durch Zufall erfährt seine Familie davon und will ihn für unzurechnungsfähig erklären lassen, um die gemeinsame Existenz nicht zu gefährden.
Nach seiner Vorladung vor Gericht verlässt Gustav entrüstet mit seiner Droschke und Pferd Lotte die Stadt ohne bestimmtes Ziel. Der Zeitungsreporter Mahrenholz spürt ihn auf und verspricht ihm 500,- Mark für eine Fahrt nach Paris und begleitet ihn dorthin. Durch ihn erfährt nun die breite Öffentlichkeit von Gustavs Vorhaben. Die Information darüber dringt bis in die kleinsten Gemeinden vor, die dem Durchreisenden nun jeweils einen begeisterten Empfang bescheren.
Als Gustav endlich in Paris ankommt, interessiert sich die Öffentlichkeit jedoch zunächst nicht für ihn, da Charles Lindbergh gerade seinen ersten Flug über den Atlantik beendet hat und somit die Droschkenfahrt in den Schatten des öffentlichen Interesses stellt. Also fährt Gustav allein durch Paris und verstreut überall die von ihm für den eigentlich geplanten Empfang in Auftrag gegebenen Postkarten mit seinem Bild. Als sich einige Tage später der Trubel um Lindbergh gelegt hat, suchen Presse und deutsche Botschaft überall nach ihm. 
Nachdem der feierliche Empfang schließlich nachgeholt und sogar in der Wochenschau gezeigt wird, tritt Gustav die Heimreise von Paris nach Berlin an und als er dort erfolgreich seine Rückreise beendet, wird er vom wartenden Publikum ebenfalls begeistert empfangen. Er versöhnt sich mit seiner Familie und beschließt, das auf der Reise erworbene Geld in eine Automobilwerkstatt mit Tankstelle zu investieren, die er gemeinsam mit seinem Schwiegersohn Otto Kroppke eröffnet.

## Produktionsnotizen
Der Film kam am 5. Dezember 1958 in die deutschen Kinos. Die Drehorte waren Berlin, Köln und Paris.

## Kritiken
Zu einer zwiespältigen, insgesamt aber positiven Einschätzung gelangt der Evangelische Film-Beobachter: „Eine rührende und heitere Geschichte von der triumphalen Verzweiflungsfahrt eines unzeitgemäß gewordenen Droschkenkutschers von Berlin nach Paris. Ein bunter Bilderbogen, der vor den thematischen Möglichkeiten seines Stoffes versagt, als harmlose und nette Unterhaltung jedoch ab 14 brauchbar ist.“  Das Lexikon des internationalen Films zieht folgendes Fazit: „Volksstück über ein populäres Berliner Original mit Schmunzel- und Rührungseffekten.“

## Weitere Verfilmungen
1979 strahlte die ARD eine siebenteilige Fernsehserie gleichen Titels aus. Die Titelrolle spielte Gustav Knuth.

## Trivia
Entgegen der Legende, die auf der Darstellung Hans Falladas beruht, lehnte Gustav Hartmann Kraftfahrzeuge im Droschkenwesen keineswegs kategorisch ab. Tatsächlich besaß er zur Zeit seiner Reise selbst ein Taxi.